# Список берестяных грамот
Ниже представлен список берестяных грамот Древней Руси XI—XV вв., расположенных в хронологическом порядке.

## Список
| Условная дата | Условная дата | Город, материал и №             | Содержание | Грамота                        | Грамота                                         | Грамота                           | Хранение                                                                                  | Пр.    |
| Век           | Год           | Город, материал и №             | Содержание | Сохранность                    | Раскоп                                          | Категория                         | Хранение                                                                                  | Пр.    |
| ------------- | ------------- | ------------------------------- | --- | ------------------------------ | ----------------------------------------------- | --------------------------------- | ----------------------------------------------------------------------------------------- | ------ |
| XI            | 1025‒1050     | Новгородская берестяная № 591   | Азбука. | целый документ                 | Нутный                                          | учебные тексты                    | Государственный объединённый музей-заповедник, Новгород, Россия                           | [ 1 ]  |
| XI            | 1025‒1050     | Новгородская берестяная № 915-И | Иконка с изображениями Христа и св. Варвары.                                                                                 | целый документ                 | Троицкий (усадьба Е)                            | церковные тексты                  | Государственный объединённый музей-заповедник, Новгород, Россия                           | [ 2 ]  |
| XI            | 1025‒1050→    | Новгородская берестяная № 246   | От Жировита к Стояну (угроза злостному должнику).                                                                            | целый документ                 | Неревский (мостовая между усадьбами Д, Е)       | письма                            | Государственный объединённый музей-заповедник, Новгород, Россия                           | [ 3 ]  |
| XI            | 1025‒1050→    | Новгородская берестяная № 247   | Дело о ложном обвинении в грабеже.                                                                                           | фрагмент                       | Неревский (мостовая между усадьбами Д, И)       | письма                            | Государственный объединённый музей-заповедник, Новгород, Россия                           | [ 4 ]  |
| XI‒XII        | 1100‒1120     | Новгородская свинцовая № 1      | От Носка к Местяте (о денежных делах).                                                                                       | целый документ                 | Неревский (усадьба Е)                           | письма                            | Государственный объединённый музей-заповедник, Новгород, Россия                           | [ 5 ]  |
| XII           | 1120‒1140     | Звенигородская берестяная № 1   | «... а мне не надобно». | фрагмент                       | -                                               | официальные документы             | Исторический музей, Львов, Украина                                                        | [ 6 ]  |
| XII           | 1120‒1140     | Звенигородская берестяная № 2   | От Говеновой вдовы к Неженцу (требование выплатить то, что Неженец был должен покойному Говену, и угроза).                   | целый документ                 | -                                               | письма                            | Исторический музей, Львов, Украина                                                        | [ 7 ]  |
| XII           | 1120‒1140     | Звенигородская берестяная № 3   | Буква "а" и рисунок. | целый документ                 | -                                               | -                                 | Исторический музей, Львов, Украина                                                        | [ 8 ]  |
| XII           | ←1140‒1160    | Новгородская берестяная № 955   | От Милуши к Марене (о предстоящем браке дочери Марены и Сновида).                                                            | целый документ                 | Троицкий (усадьба Т)                            | письма                            | Государственный объединённый музей-заповедник, Новгород, Россия                           | [ 9 ]  |
| XII           | 1140‒1160     | Старорусская берестяная № 35    | От Радослава к брату Хотеславу (указание взять деньги у прасола) и язвительный ответ Хотеслава.                              | целый документ                 | Борисоглебский (усадьба А)                      | письма                            | Государственный объединённый музей-заповедник, Новгород, Россия                           | [ 10 ] |
| XII           | 1160‒1180     | Новгородская свинцовая № 2      | Азбука (неполная). | целый документ                 | Федоровский                                     | учебные тексты                    | Государственный объединённый музей-заповедник, Новгород, Россия                           | [ 11 ] |
| XII‒XIII      | 1200‒1220→    | Мстиславская берестяная № 1     | Фрагмент делового содержания.                                                                                                | фрагмент                       | Замковая гора                                   | фрагменты делового содержания     | Областной краеведческий музей им. Е. Р. Романова, Могилёв, Беларусь                       | [ 12 ] |
| XIII          | ←1240‒1260    | Новгородская берестяная № 292   | Заговор на карельском языке                                                                                                  | целый документ                 | Неревский (усадьба Е)                           | литературные и фольклорные тексты | Государственный объединённый музей-заповедник, Новгород, Россия                           | [ 13 ] |
| XIII          | 1280‒1300     | Витебская берестяная № 1        | От Степана к Нежилу (просьба купить ячменя).                                                                                 | целый документ                 | Площадь Свободы                                 | письма                            | Областной краеведческий музей, Витебск, Беларусь                                          | [ 14 ] |
| XIV           | 1320‒1340→    | Вологодская берестяная № 1      | От Онаника к Якову (об отправленном рубле)                                                                                   | целый документ                 | Вологодское городище                            | письма                            | Государственный историко-архитектурный и художественный музей-заповедник, Вологда, Россия | [ 15 ] |
| XIV           | 1380‒1400     | Московская берестяная № 4       | Сообщение о неудавшейся поездке в Кострому.                                                                                  | целый документ                 | Зарядье                                         | письма                            | -                                                                                         | [ 16 ] |
| XIV           | 1380‒1400     | Новгородская берестяная № 1     | Роспись доходов с нескольких сел                                                                                             | фрагмент                       | Неревский (мостовая между усадьбами А, Б)       | деловые записи                    | Государственный исторический музей, Москва, Россия                                        | [ 17 ] |
| XIV‒XV        | ←1400‒1410    | Московская берестяная № 3       | Перечень имущества Турабея - владельца двора на Подоле Московского Кремля и земель под Суздалем                              | целый документ                 | Подол Кремлёвского холма                        | деловые записи                    | Музеи Кремля, Москва, Россия                                                              | [ 18 ] |
| XV            | ←1410‒1420→   | Московская берестяная № 1       | Правая грамота | фрагмент                       | Исторический проезд                             | официальные документы             | Государственный исторический музей, Москва, Россия                                        | [ 19 ] |
| XV            | ←1430‒1450    | Новгородская берестяная № 928   | Фрагмент раздельной грамоты.                                                                                                 | фрагмент                       | Никитинский (усадьба В)                         | официальные документы             | Государственный объединённый музей-заповедник, Новгород, Россия                           | [ 20 ] |
| XV            | 1430‒1450     | Новгородская берестяная № 11    | От Смёшка к Фоме. | фрагмент                       | Неревский (усадьба А)                           | письма                            | Государственный исторический музей, Москва, Россия                                        | [ 21 ] |
| XV            | 1430‒1450     | Новгородская берестяная № 12    | Ярлычок с именем Сидора. | документ с небольшими утратами | Неревский (усадьба В)                           | ярлычки                           | Государственный исторический музей, Москва, Россия                                        | [ 22 ] |
| XV            | 1430‒1450     | Новгородская берестяная № 13    | - | -                              | Неревский (мостовая между усадьбами А, Б, В, Г) | -                                 | Государственный исторический музей, Москва, Россия                                        | [ 23 ] |
| XV            | 1430‒1450     | Новгородская берестяная № 298   | Список вызываемых свидетелей.                                                                                                | целый документ                 | Неревский (усадьба И-1)                         | деловые записи                    | Государственный объединённый музей-заповедник, Новгород, Россия                           | [ 24 ] |
| XV            | 1430‒1450     | Новгородская берестяная № 299   | Фрагмент долгового списка.                                                                                                   | фрагмент                       | Неревский (усадьба И)                           | деловые записи                    | Государственный объединённый музей-заповедник, Новгород, Россия                           | [ 25 ] |
| XV            | 1430‒1450     | Новгородская берестяная № 962   | От Олексея к Софонтею и Тимофею (изложение обстоятельств конфликта с попом из покоса, просьба прислать официальную грамоту). | целый документ                 | случайная находка                               | письма                            | Государственный объединённый музей-заповедник, Новгород, Россия                           | [ 26 ] |
| XV            | 1430‒1450→    | Новгородская берестяная № 496   | Сообщение о “находе” (грабительском нападении).                                                                              | целый документ                 | Славенский                                      | письма                            | Государственный объединённый музей-заповедник, Новгород, Россия                           | [ 27 ] |
| XV            | 1450‒1500     | Новгородская берестяная № 495   | Долговой список. | целый документ                 | Славенский                                      | деловые записи                    | Государственный объединённый музей-заповедник, Новгород, Россия                           | [ 28 ] |